# Masaomi Kanzaki
Masaomi Kanzaki (japanisch 神崎 将臣 Kanzaki Masaomi; * 17. August 1964) ist ein japanischer Mangaka.
Er debütierte 1985 als Zeichner, nachdem er einen Nachwuchspreis für junge Mangaka erhalten hatte. Internationale Bekanntheit erlangte er durch die Action-Serie Xenon, welche zu den ersten auf Englisch übersetzten Mangas gehört.
In Deutschland erschienen 4 Hefte der Serie Street Fighter II, eine Adaption nach dem gleichnamigen Computerspiel, im Bastei Verlag ab 1994. Kurz darauf veröffentlichte der Carlsen Verlag die Serie Xenon in 7 Bänden. Panini verlegte 2002 dieselbe Geschichte in vier Taschenbüchern als Bio Diver Xenon dann in japanischer Leserichtung, genauso wie die Serie Hagane, welche von 2003 bis 2005 in 16 Taschenbüchern erschien.